# أحمد عوض بن مبارك
أحمد عوض بن مبارك سياسي ودبلوماسي يمني ولد في 27 سبتمبر 1969 بمدينة جيبوتي، شغل منصب رئيس وزراء اليمن من عام 2024 حتى استقالته في عام 2025. عمل مديراً لمكتب رئيس الجمهورية في 2014، وكُلف بتشكيل الحكومة في 7 أكتوبر لكنه اعتذر،  في يوليو 2015 عُين سفيراً لليمن في واشنطن، وفي 18 ديسمبر 2020 عُين وزيرًا للخارجية وشؤون المغتربين. وفي 5 فبراير 2024 أصدر رئيس مجلس القيادة الرئاسي اليمني قراراً بتعيين الدكتور أحمد عوض بن مبارك رئيساً للوزراء بدلا من الدكتور معين عبد الملك. وفي 3 مايو 2025 أعلن بن مبارك، تقديم استقالته لرئيس مجلس القيادة الرئاسي اليمني رشاد العليمي، والذي أصدر قرارًا بتعيين سالم بن بريك خلفًا له في رئاسة الوزراء.
في 17 يناير 2015 اختطفه مسلحون حوثيون من صنعاء واقتادوه إلى جهة مجهولة، لمنعه من تقديم مسودة للدستور الجديد خلال اجتماع رئاسي، وبرر الحوثيون هذه الخطوة التي أسموها «توقيف» بأنها تهدف لإيقاف انقلاب على اتفاق السلم والشراكة لأن الدستور الجديد مخالف لمخرجات الحوار ولأنهم لم يوافقوا عليه لأنه «إرضاء للخارج ضمن مشروع يهدف إلى تفكيك البلاد إلى كنتونات متقاتلة» ، في إشارة لرفضهم تقسيم البلد لستة أقاليم ضمن دولة اتحادية. وأفرج عنه في 27 يناير 2015.

## المؤهلات التعليمية
- حاصل على دكتوراة في إدارة الأعمال جامعة بغداد
- درس ويدرس إدارة الإنتاج والعمليات وإدارة الجودة الشاملة والإدارة الإستراتيجية ودارسات الجدوى ببرامج البكالوريوس والدارسات العليا في مركز إدارة الأعمال بجامعة صنعاء وجامعة العلوم والتكنولوجيا والاكاديمية العربية للعلوم المالية والمصرفية وكلية ماسترخت للإدارة بهولندا.

## وظائف سابقة
1. أستاذ لإدارة الأعمال في جامعة صنعاء منذ العام 2002 م
2. مستشار لعدد من المشاريع الدولية الهولندية والدنماركية والأمريكية في اليمن في مجالات الجودة في التعليم وسوق العمل والتنمية الدولية والنوع الاجتماعي.
3. رئيس المجموعة الاكاديمية في رابطة الدول المطلة على المحيط الهندي
4. مدير للمشروع الهولندي لتأسيس برنامج ماجسيتر إدارة الأعمال بتمويل مليوني يورو من الحكومة الهولندية حتى العام 2009 .
5. رئيس لاقسام نظم المعلومات الإدارية والتسويق وإدارة الإنتاج ومديرا لإدارة ضمان الجودة والتطوير بجامعة العلوم والتكنولوجيا (2002-2007)
6. مدير سابق لشركة سيسوفت للاستشارات والانظمة وعضو الفريق الاستشاري لشركة تكساس للاستشارات
7. ممثل لليمن في المنظمة الدولية للمعايير ISO في اللجنة الفنية 176 الخاصة بانظمة إدارة الجودة.
8. مدرب في مجال الإدارة والجودة

## العضويات
- عضوا بالمجلس الاعلى للجودة في جامعة العلوم والتكنولوجيا اليمنية
- عضو مجلس الإدارة في مؤسسة تنمية القيادات الشابة YLDF
- عضو اللجنة التنسيقية في المجلس التنسيقي لشباب ثورة التغيير «تنوع» ممثلا عن الهيئة الاستشارية
- عضوا في عدد من لجان تأسيس جامعة عمران وتقييم الجامعات الأهلية وتقييم عدد من الجوائز العلمية في وزارة التعليم العالي والبحث العلمي
- عضو في المكتب التنفيذي لرابطة الطلبة الآسيويين
- عضو في منظمة طلبة وشباب عدم الانحياز
- عضو ومقرر للجنة تحديد الأقاليم في اليمن

## الوظائف الحالية
- مدير تنفيذي لمركز إدارة الأعمال للدراسات العليا بجامعة صنعاء
- محاضر بكلية ماستريخت للإدارة (MSM) في هولندا.
- في 18 يناير 2013 عُين أمين عام لمؤتمر الحوار الوطني اليمني.[13]
- في 11 يونيو 2014 عُيِّنَ مديراً لمكتب رئاسة الجمهورية في اليمن [3]
- في 7 أكتوبر 2014 م عُيِّنَ بمنصب رئيس الوزراء لكنه اعتذر عن المنصب.

## المشاركات المدنية
- شارك في العديد من الدورات التدريبة وورش العمل في الجزائر- مصر - البحرين- الأردن -تايلند- سنغافورة - هولندا- ألمانيا- فرنسا.
- شارك في مؤتمرات طلابية في اسيا واروبا وأفريقيا.

## المشاركات السياسية
- أوفده الرئيس عبد ربه منصور هادي مبعوثاً خاصا له لمجلس الأمن بنيوريوك ولدول مجلس التعاون الخليجي لأكثر من مرة.[14]